# دیو گاهان
دیو گاهان (انگلیسی: Dave Gahan؛ زادهٔ ۹ مهٔ ۱۹۶۲) خواننده-ترانه‌سرا اهل بریتانیا است. وی فعالیت خود را از سال ۱۹۸۰ شروع و بعنوان خواننده اصلی گروه الکترونیکی دپش مد شناخته می‌شود.
مجله Q در لیست «۱۰۰ بزرگترین خواننده» خود، گاهان را در رتبه ۷۳ و در فهرست «۱۰۰ بزرگترین جلودار» او را در رتبه ۲۷ قرار داد. گاهان بخاطر اجرای روی صحنه و صدای باریتون قوی خود مشهور است.

## ترانه‌شناسی

### آلبوم‌های استودیویی
- Paper Monsters ( ٢٠٠٣)
- Hourglass (٢٠٠٧)

### همراه با گروه سول سیورز
- The Light the Dead See (٢٠١٢)
- Angels & Ghosts (٢٠١۵)
- Imposter (٢٠٢١)

### همراه بادپش مد
- Speak & Spell (١٩٨١)
- A Broken Frame (١٩٨٢)
- Construction Time Again (١٩٨٣)
- Some Great Reward (١٩٨۴)
- Black Celebration (١٩٨۶)
- Music for the Masses (١٩٨٧)
- Violator (١٩٩٠)
- Songs of Faith and Devotion (١٩٩٣)
- Ultra (١٩٩٧)
- Exciter (٢٠٠١)
- Playing the Angel (٢٠٠۵)
- Sounds of the Universe (٢٠٠٩)
- Delta Machine (٢٠١٣)
- Spirit (٢٠١٧)